# Pronotalia erzurumica
Pronotalia erzurumica är en stekelart som beskrevs av Miktat Doganlar 1993. Pronotalia erzurumica ingår i släktet Pronotalia och familjen finglanssteklar.
Artens utbredningsområde är Turkiet. Inga underarter finns listade i Catalogue of Life.